# 존 린들리

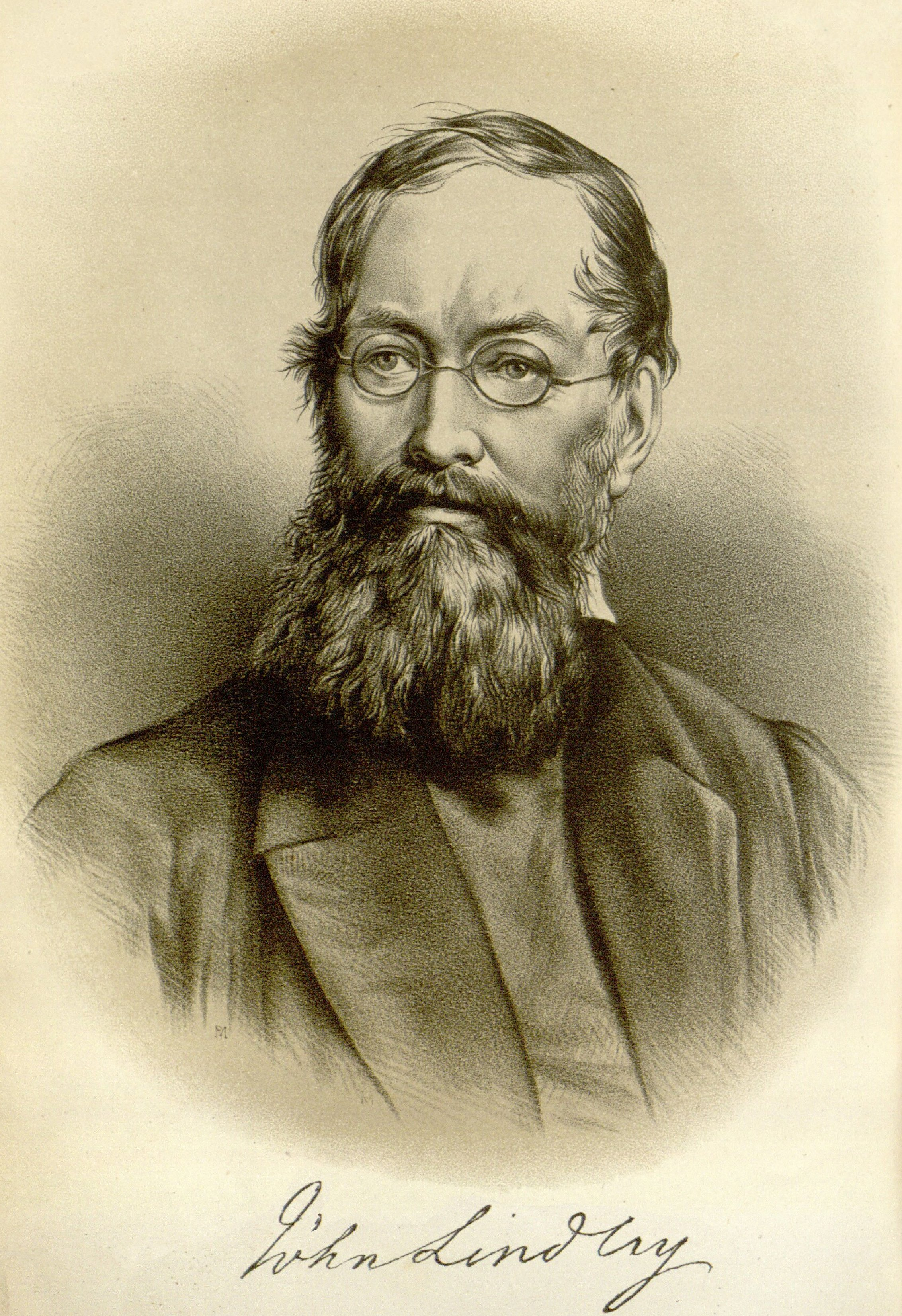

존 린들리(John Lindley, 1799년 2월 5일 ~ 1865년 11월 1일)는 잉글랜드의 식물학자이자 정원사이다.
잉글랜드 노리치 주변 캐튼에서 태어난 존 린들리는 조지와 메리 린들리의 네 자식 중 1명이다. 조지 린들리는 묘목장 주인이자 과수재배학자였다.
장미와 디기탈리스속에 집중한 뒤 "장미의 식물학적 역사"라는 제목의 논물을 출간했으며 이 책에서 76개종을 구별하고 13개의 새로운 종을 설명했다.